# Aemilia tabaconas
Aemilia tabaconas är en fjärilsart som beskrevs av James John Joicey och Talbot 1916. Aemilia tabaconas ingår i släktet Aemilia och familjen björnspinnare. Inga underarter finns listade i Catalogue of Life.